# جماهر بن عبد الرحمن
أبو بكر جماهـر بن عبد الرحمن بن جماهـر الحجري عالم وفقيه مالكي، من علماء الأندلس.
روى عن أبي محمد بن عبد الله بن ذنين، وأبي محمد بن عباس الخطيب، وأبي عبد الله محمد بن مغلس، ومحمد بن عمر بن الفخار وأبي بكر بن زهر، وأبي بكر بن خلف بن أحمد، والقاضي أبي عبد الله بن الحذاء، وأبي محمد القشاري، وغيرهم كثير. ورحل إلى المشرق حاجًا سنة اثنتين وخمسين وأربع مائة فحج ولقي بمكة: كريمة المروزية، وسعد بن علي الزنجاني وغيرهما. ولقي بمصر: أبا عبد الله القضاعي فسمع منه كتاب الشهاب من تأليفه وكتاب مسند الشهاب وكتاب الفوائد للقضاعي أيضا، وسمع من أبي زكريا صحيح البخاري ومن أبي نصر الشيرازي وأبي إسحاق الحبال، وأبي عبد الله محمد بن عبد الولي الأندلسي وغيرهم كثيرا. ولقي بالأسكندرية أبا على حسين بن معافى وغيره. وسمع الناس منه هنالك.
كان حافظا للفقه على مالك بن أنس عارفا بالفتوى وعقد الشروط وعللها مشاورا في الأحكام عالما بالنوازل والمسائل سريع الجواب إذا سئل فيهما. كان حسن الخلق كثير التواضع. وكانت العامة تجله وتعظمه وكان سنيا فاضلا وكان قصير القامة جدا.

## وفاته
توفي ابن جماهر سنة 466 هـ، وعمره ثمانين عامًا.